# Schlacht bei Lechaion
Die Schlacht bei Lechaion war ein Gefecht zwischen spartanischen und athenischen Truppen während des Korinthischen Kriegs um 390 v. Chr. Es wurde den Spartanern aufgezwungen und kann nicht als Feldschlacht gelten. Es war nur ein kleines spartanisches Kontingent darin verwickelt. Ein Teil der spartanischen Besatzungstruppe der korinthischen Hafenstadt Lechaion wurde darin von einer Truppe athenischer Leichtbewaffneter im Fernkampf aufgerieben.

## Vorgeschichte
Seit 395 v. Chr. kämpfte Sparta gegen eine große Koalition griechischer Staaten um die Hegemonie im griechischen Mutterland. Um 390 v. Chr. gelang nach der Schlacht zwischen den Mauern von Korinth die Besetzung des Städtchens Lechaion am Golf von Korinth, während Korinth selbst in der Hand der Gegner blieb. Sparta setzte eine Besatzung ein, da der Ort als strategisch bedeutsam eingeschätzt wurde. Dieser Besatzungstruppe gehörten in großem Umfang Spartiaten an. Vielleicht wurde diese Entscheidung dadurch erleichtert, dass man sich nahe der Heimat sicher fühlte und die Truppen in rascher Folge austauschen konnte.
Die Truppe begleitete die Vollbürger aus Amyklai durch das feindliche Land, damit diese Gelegenheit erhalten konnten, zu Hause beim Fest der Hyakinthien teilzunehmen. Der Rest der Hopliten kehrte an der Grenze zum verbündeten Gebiet um, während die Reiterei der Einheit die Amyklaier noch ein Stück weiter begleitete.

## Verlauf
Auf dem Weg von Sikyon nach Lechaion wurden die Reste der Truppe, maximal 600 Mann stark und durch keinerlei andere Einheiten gedeckt, von in Athens Sold stehenden Peltasten unter Iphikrates angegriffen. Die Leichtbewaffneten gingen mit Fernwaffen die ungedeckten Seiten der Spartaner an. Gegen mögliche Angriffe der Spartaner wurden die Peltasten durch athenische Hopliten unter dem Feldherren Kallias gedeckt.
Wegen der umsichtigen Führung der Peltasten hatten die Spartaner hohe Verluste durch den Fernwaffeneinsatz, insbesondere bei den jüngeren Jahrgängen, die nach neuerer spartanischer Taktik losgeschickt wurden, um im Lauf die Peltasten zu vertreiben. Das gelang ihnen jedoch auch mit Hilfe der zurückgekehrten Kavallerie nicht. Sie konnten die Peltasten nicht weit verfolgen, da sich diese in den Schutz der athenischen Hopliten zurückzogen. Wenn die Spartaner versuchten, diese anzugreifen, überschütteten die Peltasten sie wiederum so stark mit ihren Geschossen, dass die Lakedämonier sich einigeln mussten.
Unter diesen Gefechten zog die Einheit langsam in Richtung Lechaion. In einiger Entfernung von dem Ort wurde dann die Truppe aufgeteilt oder es brach schlicht die Ordnung zusammen. Jedenfalls flüchteten die Männer teilweise auf kleinen Booten, teilweise mit der Kavallerie nach Lechaion.

## Folgen
Die Spartaner hatten wohl um 250 Tote zu beklagen. Iphikrates konnte im Gefolge des Gefechts mehrere Befestigungsanlagen der Spartaner in der Gegend einnehmen. Insgesamt hatte das Gefecht keinen entscheidenden Charakter. Es zeigte aber, dass die Spartaner aus der Lektion auf Sphakteria keinerlei Lehre gezogen hatten. Der Verlust an Vollbürgern dürfte nicht hoch gewesen sein, da ja die Amyklaier, grob ein Fünftel der Spartiaten, nicht zugegen waren und das Mischungsverhältnis von Vollbürgern zu anderen Lakedämoniern mittlerweile ohnehin stark deren Seite zuneigte. Ferner ist ohnehin anzunehmen, dass die Einheit recht ausgedünnt war, da mit Besatzungsdienst ein Vollbürger keine Ehre erlangen konnte. Trotzdem schwächte die Niederlage die ohnehin fragile Hegemonie Spartas in Griechenland weiter.